# James A. Wright
James Assion Wright, född 11 augusti 1902 i Carnegie, Pennsylvania, död 7 november 1963 i Allegheny County, Pennsylvania, var en amerikansk demokratisk politiker. Han var ledamot av USA:s representanthus 1941-1945.
Wright utexaminerades 1923 från College of the Holy Cross. Han avlade 1927 juristexamen vid University of Pittsburgh. Han inledde senare samma år sin karriär som advokat i Carnegie.
Kongressledamoten Matthew A. Dunn kandiderade inte till omval i kongressvalet 1940. Wright vann valet och efterträdde Dunn i representanthuset i januari 1941. Han omvaldes 1942. Han kandiderade två år senare till omval men förlorade mot partikamraten Herman P. Eberharter.
Wrights grav finns på Holy Souls Cemetery i Carnegie.